# Salakovci
Salakovci is een plaats in de gemeente Labin in de Kroatische provincie Istrië. De plaats telt 52 inwoners (2001).